# 奧拉蒙 (緬因州)
奧拉蒙（英語：Olamon）是位於美國緬因州佩諾布斯科特縣的一個非建制地區。

## 地理
奧拉蒙所處的海拔為高於海平面42米（即138英呎），而該地所採用的時區為UTC-5，即北美东部時區（EST）。同時該地設有夏令時間，為UTC-5調快一小時，即UTC-4（EDT）。